# Římskokatolická farnost Předlice
Římskokatolická farnost Předlice je církevní správní jednotka sdružující římské katolíky na území městské části Předlice a v jejím okolí. Organizačně spadá do ústeckého vikariátu, který je jedním z 10 vikariátů litoměřické diecéze.

## Historie farnosti
Matriky jsou v farní lokalitě vedeny od roku 1818. Farnost byla kanonicky zřízena od roku 1910.

### Duchovní správcové vedoucí farnost
Začátek působnosti jmenovaného v duchovní správě farnosti od:
- 1910 proto-par. (prvo-farář) Otto Kamshoff, n. 2. 12. 1867 Cleve (D), o. 15. 4. 1895, † 19. 7. 1920
- 1913 Bern. Röttger, n. 9. 4. 1874 Neu-Warendorf (D), o. 17. 7. 1904, † 15. 8. 1926
- 1917 Jos. Srb, n. 12. 4. 1875 Dolní Přivor, o. 10. 7. 1898, † 14. 5. 1925
- 1920 Adolph. Žák, n. 7. 5. 1885 Lažinov, o. 17. 7. 1910, † 2. 3. 1949
- 1927 Joann. Holfeld, n. 5. 12. 1895 Filippsdorf, o. 2. 6. 1918
- 1. 6. 1942 Guilelm. Gerner, n. 28. 3. 1909 Kummerpursch, o. 25. 6. 1933
- 1. 8. 1947 Jan Linhart
- 1. 8. 1955 Antonín Blaha
- 15. 6. 1958 František Kolář
- 1. 8. 1961 Benno Rössler, admin. exc.
- 15. 3. 1965 Karel Otčenášek
- 1. 5. 1968 Josef Pynta
- 17. 10. 1968 Vojtěch Fuglík
- 15. 10. 1973 Karel Otčenášek
- 1. 7. 1988 Richard Kavan
- 1. 2. 1990 Jan Bečvář
- 1. 10. 1990 Karel Laburda OP
- 15. 8. 1991 Hynek Šťastný
- 1. 2. 1992 Karel Laburda OP
- 1. 7. 1992 Pavel Mayer OP
- 1. 1. 1993 Antonín Sporer
- 1. 7. 1999 Pavel Jančík
- 1. 7. 2001 Jiří Voleský, admin. exc. z Trmic
- 15. 7. 2025 Pavel Ajchler, admin. exc. z Trmic[2]

Kromě kněží stojících v čele farnosti, působili ve farnosti v průběhu její historie i jiní kněží. Většinou pracovali jako farní vikáři, kaplani, katecheté, výpomocní duchovní aj.

## Území farnosti
Do farnosti náleží území obce:
- Předlice (Predlitz[p 2])

## Římskokatolické sakrální stavby a místa kultu na území farnosti
| | Fotografie | Stavba            | Místo    | Bohoslužby                      | Zeměpisné souřadnice             | Status       |        |
| Kostel | Kostel     | Kostel            | Kostel   | Kostel                          | Kostel                           | Kostel       | Kostel |
| --- | ---------- | ----------------- | -------- | ------------------------------- | -------------------------------- | ------------ | ------ |
| 1. |            | Kostel sv. Josefa | Předlice | bližší informace o bohoslužbách | 50°39′27″ s. š., 13°59′43″ v. d. | farní kostel |        |
| Některé drobné sakrální stavby a pamětihodnosti lze dohledat zde v databázi Drobné sakrální památky Zaniklé sakrální stavby lze dohledat zde v databázi Poškozené a zničené kostely, kaple a synagogy v České republice |            |                   |          |                                 |                                  |              |        |

Ve farnosti se mohou nacházet i další drobné sakrální stavby, místa římskokatolického kultu a pamětihodnosti, které neobsahuje tato tabulka.

## Příslušnost k farnímu obvodu
Z důvodu efektivity duchovní správy byl vytvořen farní obvod (kolatura) farnosti Trmice, jehož součástí je i farnost Předlice, která je tak spravována excurrendo.

## Galerie

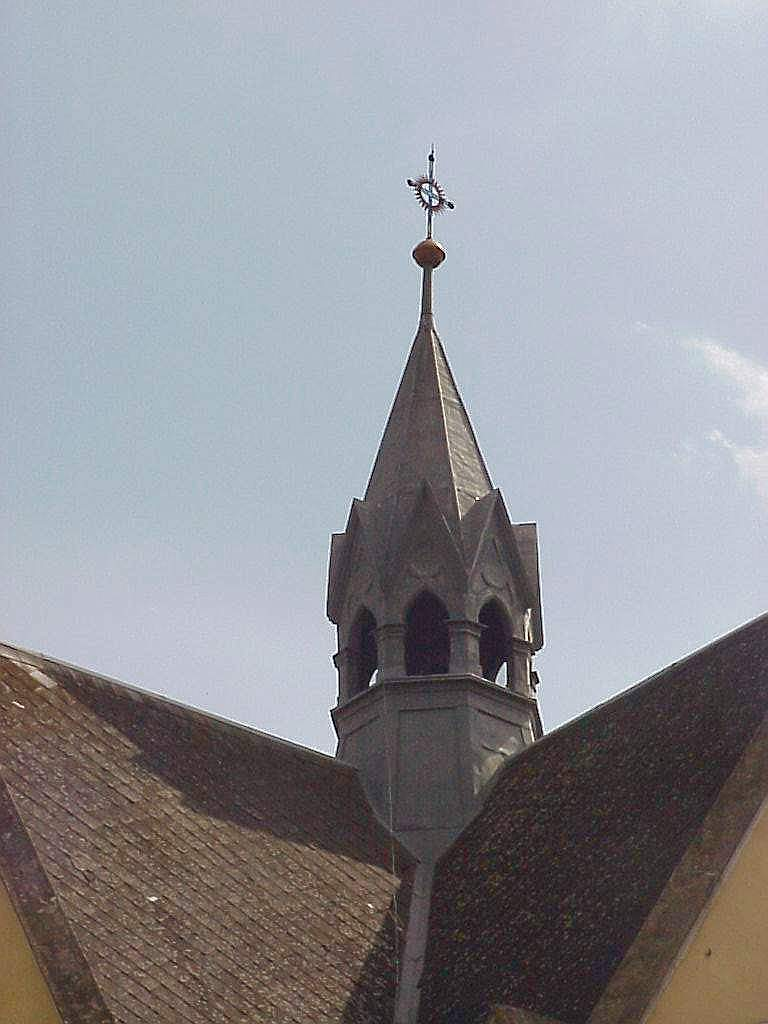
Věžička kostela sv. Josefa v Předlicích